# Colúmbia-Moses (llengua)
La llengua Colúmbia-Moses, o Colúmbia-Wenatchi (en Colúmbia-Moses: Nxaảmxcín), és una llengua indígena d'Amèrica del Nord  que es va extingir el 2023. Formava part de la família meridional de llengües salish de l'interior. Els parlants van viure tradicionalment a la reserva índia de Colville-Okanagan. El poble de Colúmbia foren seguidors del cap indi Moses (1829-1899) i d'aquí reben el seu nom.
Hi havia dos dialectes, el colúmbia (també anomenat sinkiuse, columbià) i el wenatchi (wenatchee, entiat, chelan). El wenatchi era la llengua hereva de les tribus Wenatchi, Chelan i Entiat, columbià dels Sinkiuse-Columbia.
Pauline Stensgar, que va morir el 2 de maig de 2023 als 96 anys, va ser la darrera parlant amb fluïdesa de la llengua.

## Característiques
Alfabet Colúmbia-Wenatchi:
| a | aa | c | c̓  | č  | ə | əə | h | ḥ | ḥʷ | i | ii | k  | k̓ | kʷ | k̓ | ʷ | l  | l̓  | ll | ll̓ | ł | ƛ̓ | m | m̓  | n̓  | p |
| p̓ | q  | q̓ | qʷ | q̓ʷ | r | r̓  | š | s | t  | t̓ | u  | uu | w | w̓  | x | x̌ | xʷ | x̌ʷ | y  | y̓  | ʔ | ʕ | ʕ̓ | ʕʷ | ʕ̓ʷ |   |

Les tres vocals del Colúmbia-Moses són /i/, /a/, /u/. De vegades es transcriuen com a [e]; /i/, [o]; /u/ i [æ]; /a/, i també podria tendir a sonar sense accent, gairebé com un so schwa, /ə/.
Una paraula de mostra nxaảmxcínː
- Snkɬxwpáw'stn = 'corda de roba' (Czaykowska-Higgins i Willett 1997)[3]